# Plateforme d'épidémiosurveillance en santé animale
La  « plateforme nationale d'épidémiosurveillance en santé animale » (ESA) est un outil français de veille éco-épidémiologique et de biosécurité. Il doit jouer quand cela est nécessaire un rôle dans la « chaîne de l'alerte précoce » concernant les « risques sanitaires prioritaires »
Cette plateforme doit, en partenariat avec l'agence nationale de sécurité sanitaire de l'alimentation, de l'environnement et du travail (Anses) et diverses organisations professionnelles mettre en œuvre des protocoles de surveillance de maladies et conjointement analyser les données sanitaires remontées par différents réseaux de veille sanitaire, en métropole et dans les Territoires d'outre-mer, en lien avec l'OIE, la FAO et l'OMS (via notamment la « plateforme FAO-OIE-OMS de veille et d'alerte », Global early warning system » (GLEWS).

## Origine
Elle a été créée par le ministère français de l'agriculture, après le Grenelle de l'environnement et après les « États Généraux du Sanitaire » conduits en 2010.
La création de cette plateforme était l'action no 1 du Plan d'action en 40 points intitulé « Une politique de sécurité sanitaire rénovée pour l’agriculture française »

## Membres, membres associés, réseau
Les premiers membres de la plateforme ont été 
- la DGAL ;
- l'Anses (Agence de sécurité sanitaire de l’alimentation, de l’environnement et du travail) ;
- INRAE (L’institut national de recherche pour l'agriculture, l'alimentation et l'environnement) [4];
- la SNGTV (Société nationale des groupements techniques vétérinaires) ;
- GDS France ;
- Coop de France (son pôle animal) ;
- L'Adilva (Association française des directeurs et cadres des laboratoires vétérinaires publics d’analyses).

et
- ONCFS et Fédération nationale des chasseurs, comme membres associés (sur les zoonoses qui les concernent)[5].

De manière formelle ou informelle, divers acteurs pourront contribuer à alimenter la plate-forme et/ou en profiter, dont le Bureau de la Maîtrise d'ouvrage des systèmes d'information de l'alimentation (BMOSIA) de la DGAl, l'ONCFS, la FNC, l'AFSSA, l'ENVs, l'INRA, « réseau des vétérinaires praticiens » (RFVPFS) ; dont un réseau de vétérinaires référents, DSV (départementales), nombreuses ONG et Associations, Parcs nationaux, « laboratoires nationaux de référence », « laboratoires de diagnostic départementaux », DGAl laboratoires et les structures départementales et « Association Française des Laboratoires d’Analyses de Biologie Vétérinaire » (AFLABV), Fédération Française des Commerçants en Bestiaux (FFCB), Syndicat National des Accouveurs (SNA), Écoles Nationales Vétérinaires et autres membres du Réseau français de santé animale (RFSA), Inspecteurs en santé publique vétérinaire, Laboratoire national de contrôle des reproducteurs et  Union nationale des coopératives agricoles d'élevage et d'Insémination Animale (LNCR-UNCEIA), divers experts universitaires, amateurs éclairés, citoyens...

## Cadre (européen, international)
Le cadre administratif et juridique général et international est aussi celui de l'OIE  (ONU) et dans l'Union européenne, celui de la future Loi de Santé Animale Communautaire, en particulier pour ce qui concerne les futurs systèmes de surveillance, d’alerte précoce et de réaction immédiate à tout évènement sanitaire grave.
Ce cadre devrait donc à la fois prendre en compte « l’intersectorialité (santé animale et humaine, aménagement du territoire, environnement et faune sauvage, écologie, commerce, transport, tourisme...), l'interdisciplinarité (pathologistes, biologistes, entomologistes, socio-économistes, écologues, naturalistes spécialistes de la faune sauvage...) » ainsi que des éléments de contextes non-sanitaires (« climat, environnement, gestion de la faune sauvage, écosystèmes favorables aux vecteurs ».

## Objectifs
La plate-forme doit :
1. veiller à la bonne « adéquation des dispositifs de surveillance (organisation, méthodes, fonctionnement) avec les objectifs assignés par leurs gestionnaires » ;
2. s'assurer de la qualité des protocoles et dispositifs de surveillance. ;
3. coordonner les activités de veille épidémiologique ;
4. produire des données sanitaires épidémiologiques, mais aussi les analyser (synthèse et suivi de situations épidémiologiques ; tableaux de bord).

## Missions
À partir de différentes sources de données (sources vétérinaires et en particulier « vétérinaires sanitaires », réseaux de surveillance de la faune sauvage, élevages, abattoirs, douane et postes-frontières...), cette  plate forme d'épidémiosurveillance produit de la donnée sanitaire synthétisée et utile à l'alerte précoce, mais aussi aux évaluations.
Elle contribue aussi à l'analyse et diffusion de retours d’expérience, ainsi qu'à la planification et à la crédibilité d'éventuels exercices de simulation en santé.
Elle vise aussi à optimiser (par centralisation, téléprocédures, interopérabilité, etc.) l'effort écoépidémiologique (de surveillance événementielle et programmée) de la faune en France.
Elle doit aussi  aider les acteurs de terrain à choisir les meilleurs réponses sanitaires à mettre en œuvre, des Arrêtés ministériels aux mesures de terrain proportionnelles au risque, en passant par les arrêtés préfectoraux de mesures sanitaires (APMS).

### Premiers thèmes suivis
Les premiers sujets de veille épidémiologique de la plate-forme française ont été
- Tuberculose bovine, via un dispositif dit « Sylvatub »
- avortements chez les ruminants ;
- Grippe porcine (influenza) chez le porc ;
- pestes aviaires ;
- fièvre catarrhale ovine (ou FCO ou blue tongue) ;
- maladies des abeilles ;
- mortalité des mollusques

### Adaptation au contexte...
Selon les besoins qui apparaitront, par exemple en cas de maladie émergente, de recrudescence de pathogènes dangereux ou d'émergence de nouveaux foyers...), d'autres maladies seront suivies, avec l'aide de divers partenaires (CIRAD, AFSSA, INRA, ENVs, DGA..), dont par exemple :
- les formes congénitales (dites « SBV congénital ») de la maladie de Schmallenberg chez les bovins, moutons et chèvres, dues à un orthobunyavirus identifié pour la première fois en novembre 2011 en Allemagne, et supposée transmise par un culicoide ou un moustique. Le virus Schmallenberg s'est rapidement propagé aux Pays-Bas, en Belgique, au Royaume-Uni, puis en France où ce virus est suivi depuis le 2012-11-01, avec une coordination assurée par GDS France pour les cas avérés à partir du 2012-09-01[8].

### Nouveau thème en 2013: surmortalité bovine
Le Copil ESA du 17 janvier 2013 a validé un nouveau thème pour la plate-forme : un Observatoire de la mortalité des animaux de rente  (OMAR), à l'étude depuis plusieurs années et lancé en 2009, qui pourra détecter presque en temps réel des anomalies de mortalité par rapport à un "bruit de fond" (niveau de référence, défini à partir d'une enquête faite en 2010
Les autorités vétérinaires de plusieurs pays ont en effet récemment rétrospectivement constaté une mortalité anormale des bovins. L'Anses et l'INRAE notamment ont en France formalisé ce même constat : 
Depuis le début des années 2000, le taux de mortalité des bovins (notamment de jeunes bovins et de manière générale dans le 1/3 nord de la France) a significativement augmenté. 
Selon la seule enquête rétrospective disponible (en 2011), appuyée sur une enquête nationale (2010) sur la mortalité de 50000 bovins envoyés à l'équarrissage en France métropolitaine (sur une population bovine d'environ 20 millions d’animaux), lancée par l’Anses. 
Durant l'année 2009, les  bovins français sont morts anormalement nombreux, et tout particulièrement les vaches laitières (elles présentaient deux fois plus de risques de mortalité que les vaches allaitantes ; Les laitières de la catégories 5-10 ans mourraient même 2,4 fois plus que les vaches allaitantes de la même catégorie). Ce constat est d'autant plus étonnant que durant cette période, la science vétérinaire, la zootechnie et le bien-être animal sont supposés s'être améliorés. De même que la génétique des populations est elle réputée mieux maîtrisée.
Le projet d'observatoire a aussi été préparé par une thèse universitaire sur la « modélisation de la mortalité bovine dans un objectif de surveillance épidémiologique » (récemment financée par la DGAL et codirigée par l'Anses-Lyon et l'Inra-Theix)).
Cet observatoire est à construire avec notamment :
1. la base de données nationale sur l'identification bovine (BDNI) qui en 2013 centralise toute notification de mouvements de bovins vers ou depuis les élevages (y compris les « sorties » déclarés comme ayant la mort pour cause). Dans un premier temps, cet observatoire ne concernera que le cheptel bovin français ;
2. les données informatisé échangées sur les sous-produits animaux (EDI-SPAN) correspondant théoriquement à la totalité des données relatives aux demandes d'enlèvements reçus par les centres d'équarrissage, et aux données relatives aux enlèvements effectivement réalisés.

Une veille épidémiologique plus fine est donc nécessaire pour identifier le ou les facteur(s) de mortalité en cause (Alimentation trop riches en soja/maïs ? dérive génétique ? maladies émergentes, impacts de nouveaux polluants, médicaments ou biocides, dégradation des conditions de vêlages ? perturbateurs endocriniens ? effets d'aliments transgéniques ?).
Il s'agit aussi de remédier à ce problème pour des raisons éthiques (souffrance animale pouvant être évitée) et pour diminuer les conséquences économiques et sociopsychologiques pour les éleveurs. Cette surmortalité à ce jour inexpliquée pose aussi la question d'une éventuelle baisse de qualité de la viande.
Ce sera en France une première expérience de surveillance syndromique, concept également à l'étude pour l'épidémiologie humaine depuis le début des années 2000, dont aux États-Unis avec les CDC, à partir des données pouvant être suivies en temps réel à partir des centres d’équarrissage.

## Enjeux
Une partie du monde animal (oiseaux et mammifères espèces-gibier, organismes marins comestibles, animaux d'élevage, mais aussi animaux domestiques ou dits d'agrément détenus par des non-éleveurs) fait l'objet d'une surveillance croissante dans le monde, par l'OIE et l'OMS notamment, car de nombreuses maladies infectieuses ou parasitaires ont un « réservoir animal » (l'Homme parfois).
Les enjeux de cette surveillance sont nombreux. Ce sont d'abord des enjeux de bonne gestion des risques sanitaires et de santé publique et vétérinaire aux échelles locales, nationales et internationales, qui implique parfois de mobiliser le précaution. Il existe aussi des enjeux d'efficacité de la veille. Ils sont liés à  la mutualisation de moyens et de  compétence. 
Enfin, existent aussi des enjeux de responsabilité sociale et environnementale partagée, des enjeux de biodiversité (sauvage et domestiquée) et encore des enjeux économiques importants pour les filières agroalimentaires et les échanges commerciaux internationaux (facilitation ou au contraire blocage du commerce des animaux d'élevage ou d'agrément).
La plate-forme apporte ainsi des données sanitaires utiles pour 
- le suivi des maladies à déclaration obligatoire,
- les systèmes d'indemnisation
- les systèmes de déclaration du caractère indemne du pays pour certaines zoonoses.

pour répondre à ses missions, la plate-forme doit aussi faciliter la compréhension, pour chaque maladie en cause, des interactions durables entre pathogène ou parasite et hôte (dont relations coévolutives) et environnement. En cas de maladie émergente ou d'épidémies, elle doit aider à identifier leurs déterminants sanitaires (éventuellement liés aux pratiques agricoles, cynégétiques, halieutiques ou à des modifiations écopaysagères d'origine anthropique ou climatique. Elle doit aussi vérifier leurs liens avec des évènements de santé dans les segments de populations humaines vulnérables ou proches des animaux (chasse, élevage, filière agroalimentaire..) ou dans la population générale.
Il s'agit aussi de trouver des solutions pour améliorer la veille. Ceci implique en amont de lever certains freins sociopsychologiques et économiques à la déclaration rapide de nouveaux foyers épidémiolgiques de la part de nombreux éleveurs. Ces derniers évitent de déclarer les foyers de certaines maladies ou tardent trop à le faire (alors qu'une participation active et solidaire à l'alerte précoce bénéficierait à l'ensemble de l'élevage, des piscicultures, de la chasse, etc. Ces freins sont parfois liés à l'affection qu'un éleveur porte à ses animaux, ou encore à des conséquences économiques qu'il redoute (distorsion de concurrence parfois mal compensée).
Enjeux éthiques : Dans ce cadre, des questions délicates d'éthique environnementale et de proportionnalité des « réponses sanitaires » se posent (par exemple : à partir de quand imposer l'abattage massif de cheptels dont certains individus sont porteurs de maladies très contagieuse et économiquement coûteuse à cause de perte de productivité), mais peu mortelles ?). Ces abattages  peuvent ils en outre compromettre la diversité génétique de certains élevages et leur résilience face à la maladie, voire et les rendre à l'avenir encore plus vulnérables à certaines zoonoses...
Il faut d'autre part clarifier le statut de la donnée écoépidémiologique dans le cadre de sécurité et confidentialité de certaines données, de la propriété et les droits d’accès à la base de données et des droits d'utilisation et la restitution des résultats de leur analyse. Ces contraintes sont parfois nécessaire à protection de la vie privée ou du secret industriel, du secret médical, etc. mais peuvent aussi freiner les alertes dont la rapidité est d'intérêt général.

## Expertise pluridisciplinaire rapidement mobilisable
L'écoépidémiologiste doit disposer de données fiables sur l'âge, l'espèce, la race, le sexe des animaux anormalement malades, malformés ou morts, ainsi que des données sur les contextes d'élevage (taille, type…) et spatio-temporels (saison, région), etc.
Le gestionnaire de risque doit pouvoir rapidement et  mobiliser une expertise conjointe en épidémiologie, pathologie,zootechnie, statistique, Biostatistique, génétique, informatique et bioinformatique, système d'information géographique, etc ;
La plate-forme doit pour cela mobiliser et croiser des compétences du domaines de l'écologie et de la médecine (et plus particulièrement de l'épidémiologie et de la médecine vétérinaire pour détecter et gérer au mieux et le plus tôt possible toute émergence d'une épidémie potentiellement grave.
Le ministère de l'agriculture invite le réseau SAGIR et les chasseurs, pêcheurs à mobiliser leurs capacités de surveillance de terrain afin de détecter et étudier les premiers des animaux, malades, malformés ou mort-nés, ou morts en quantité anormale.
Fin 2012, une participation plus marquée des chasseurs et des fédérations a été  encouragée par la signature d'une convention tripartite  ONCFS - FNC - Ministère français de l'agriculture, visant à « garantir, de manière permanente, une surveillance de la santé de la faune sauvage, et plus particulièrement des espèces d’intérêt pour la chasse », grâce au réseau SAGIR, tout en développant la surveillance et de vigilance vis-à-vis des risques et dangers pour la santé publique et à propos des « effets non intentionnels des pesticides sur la faune sauvage ». Les thèmes de travail seront conjointement révisés annuellement par les signataires de convention, au vu de l'« actualité sanitaire ».

## Méthode de travail
- La plate forme crée des groupes de travail pour les thèmes qu'elle explore, sur la base des priorités et options stratégiques établi par le comité de pilotage (Copil ESA) ; Elle mobilise les méthodes qu'elle juge appropriée (ex Méthode OASIS, enquêtes rétrospectives... ) ;
- L'Anses, la DGAl et INRAE jouent le rôle de coordinateurs[14].
- Appuis extérieurs : En lien avec le niveau européen (Eurosurveillance), la plateforme française peut aussi bénéficier de statistiques ou alertes faites sur des sujets proches, avec par exemple
  - le dispositif Sursaud (suivi des grippes saisonnières, qui peuvent aussi être des zoonoses)[15]
  - le réseau d'épidémiosurveillance des pathologies équines (RESPE) sui surveille notamment les syndromes neurologiques des chevaux pour détecter les foyers de maladie de West Nile[16].